# Joseph Chatoyer
Joseph Chatoyer (mort el 14 de març de 1795) fou un cap carib negre (avantpassats dels garifunes) que va liderar dues revoltes contra el govern colonial britànic de Saint Vincent i les Grenadines. Fou el cap líder durant la Primera Guerra Carib i la Segona Guerra Carib. La primera va succeir a la dècada del 1770 i la segona a la dècada del 1790. En l'actualitat, Joseph Chatoyer és considerat un heroi nacional de Saint Vincent i les Grenadines i de Belize. El representant permanent de Saint Vincent a les Nacions Unides, Camillo Gonsalves, el va descriure el 2011 com el seu únic heroi nacional.

## Context, els caribs negres
Els caribs van resistir-se a la colonització europea durant dos segles. Aquests foren ajudats per esclaus fugitius afroamericans cimarrons que havien fugit de l'esclavitud des d'illes veïnes amb qui es van mixturar. A la dècada de 1770, quan els imperis britànic i francès pugnaven pel domini de l'illa, la població nadiua es va revoltar.

## Guerres Caribs i mort
Joseph Chatoyer va liderar la Primera Guerra Carib, en la qual va aconseguir frenar l'avenç del domini britànic sobre l'illa de Saint Vincent.
A la Segona Guerra Carib, en la qual tenia el suport de militars francesos, el líder carib va aconseguir guanyar diverses batalles i fer que els britànics només aconseguissin controlar la capital, Kingstown, perquè havien rebut reforços. El 15 de març de 1795 el cap Chatoyer va caure abatut en batalla pel major Alexander Leith.

## Conseqüències
Després de la seva mort, els caribs negres van aconseguir aguantar fins al 1797 però van acabar perdent la guerra. Els britànics, llavors, van deportar els caribs negres a l'illa de Roatán, a l'actual Hondures. A aquí van prendre el nom de garifunes i es van expandir al llarg de la costa del mar Carib i en l'actualitat tenen comunitats des de Nicaragua fins a Belize (passant per Hondures i Guatemala).

## Reconeixement i llegat
En Joseph Chatoyer és considerat un heroi pels garifunes d'Amèrica Central.
És considerat un heroi nacional a Saint Vincent i les Grenadines, a on té un monument a Dorsetshire Hill, que és a on va morir.
Té una obra de teatre que està basada en la seva biografia, The Drama of King Shotaway (1823), que és considerada la primera obra de teatre coneguda escrita per un afroamericà.